# خورشیدگرفتگی ۱۶ دسامبر ۲۰۴۷
خورشیدگرفتگی ۱۶ دسامبر ۲۰۴۷ (به انگلیسی: Solar eclipse of December 16, 2047) یک خورشیدگرفتگی از نوع خورشیدگرفتگی جزئی است. این خورشیدگرفتگی در تاریخ ۱۶ دسامبر ۲۰۴۷ میلادی (‎۲۵ آذر ۱۴۲۶ خورشیدی) روی خواهد داد که زمان اوج آن، ساعت ۲۳:۵۰:۱۲ به‌وقت ساعت هماهنگ جهانی است.